# Ericameria winwardii
Ericameria winwardii là một loài thực vật có hoa trong họ Cúc. Loài này được (Dorn & Delmatier) R.P.Roberts & Urbatsch mô tả khoa học đầu tiên năm 2005.